# Estación Piñeyro
Piñeyro es una estación ferroviaria ubicada en el partido de Coronel Suárez, Provincia de Buenos Aires, Argentina.

## Servicios
Por sus vías corren trenes de carga de la empresa Ferroexpreso Pampeano.

## Ubicación
Se encuentra a 18 km al este de la ciudad de Coronel Suárez y a 472 km al suroeste de la estación Constitución.